# Солец-Куявски
Солец-Куявски (пол. Solec Kujawski, нем. Saltz)  —  город  в Польше, входит в Куявско-Поморское воеводство,  Быдгощский повят.  Имеет статус городско-сельской гмины. Занимает площадь 18,35 км². Население — 15 026 человек (на 2005 год).

## Фотографии

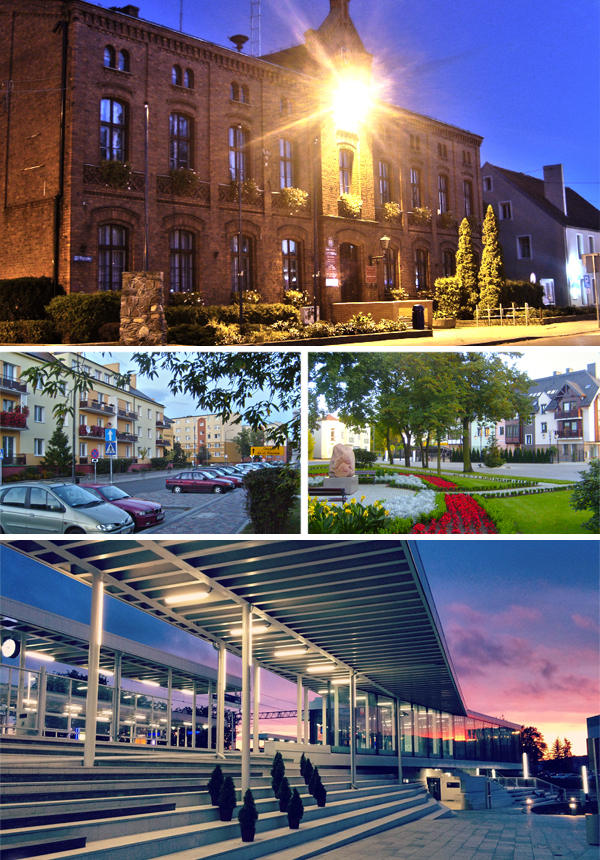
Рынок
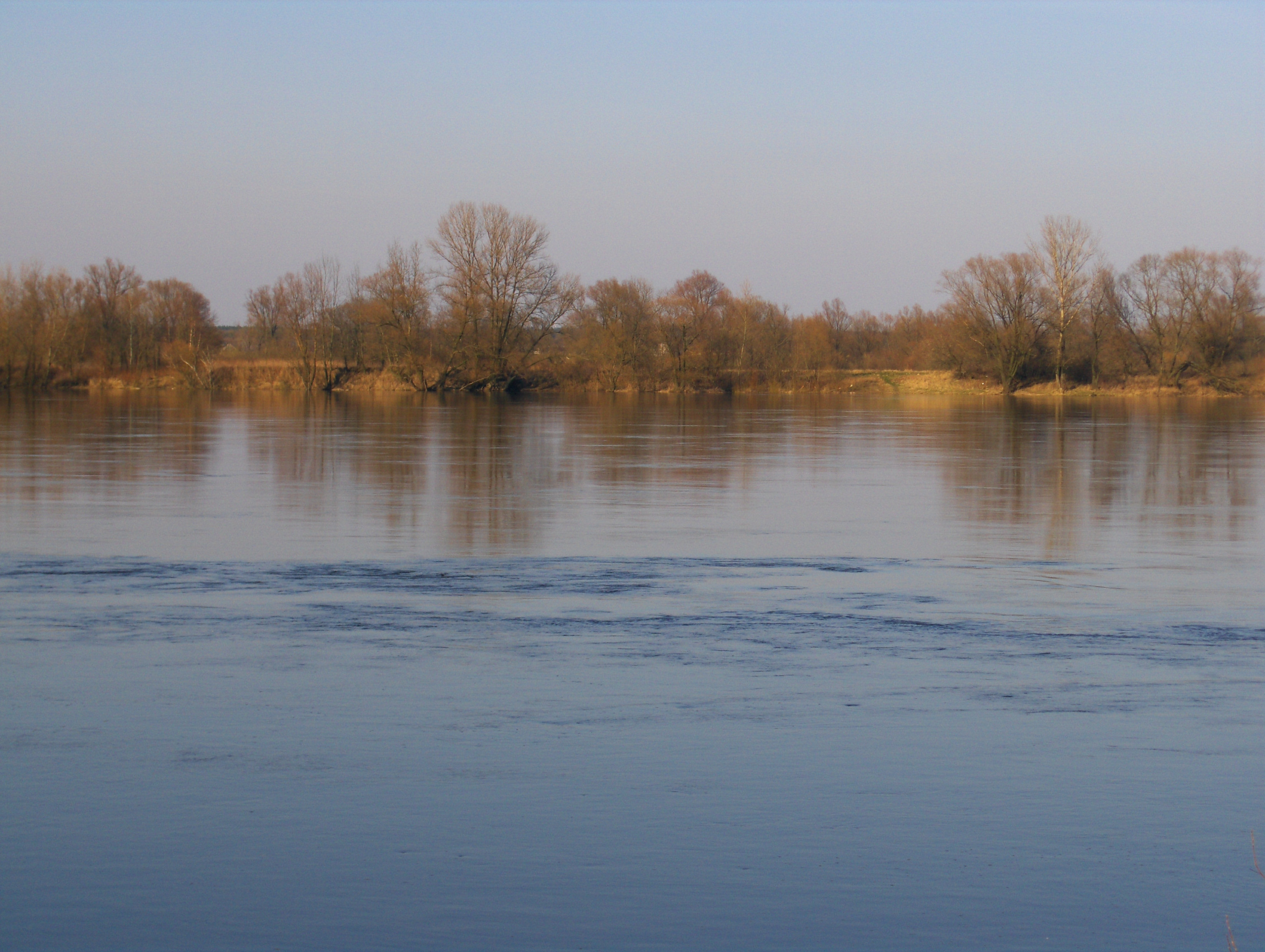
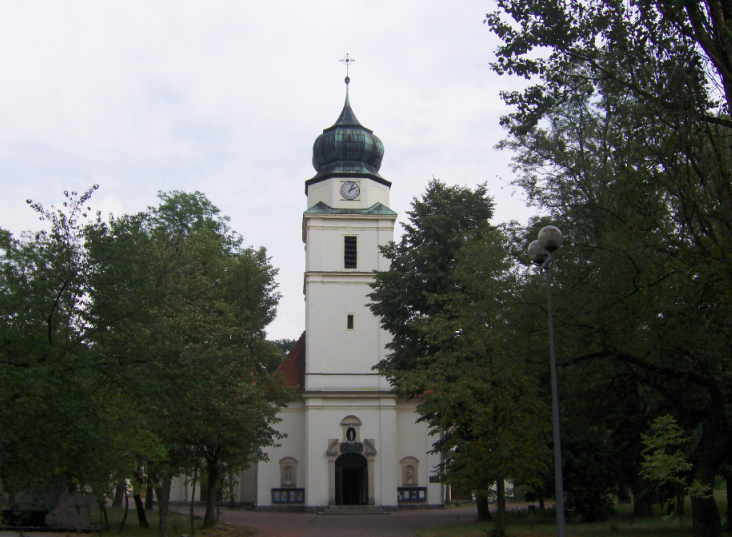
Костёл
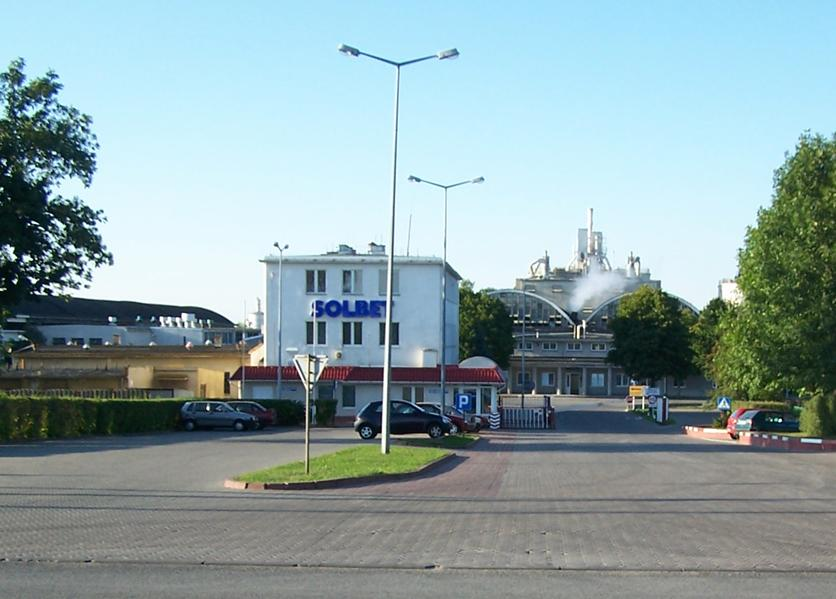
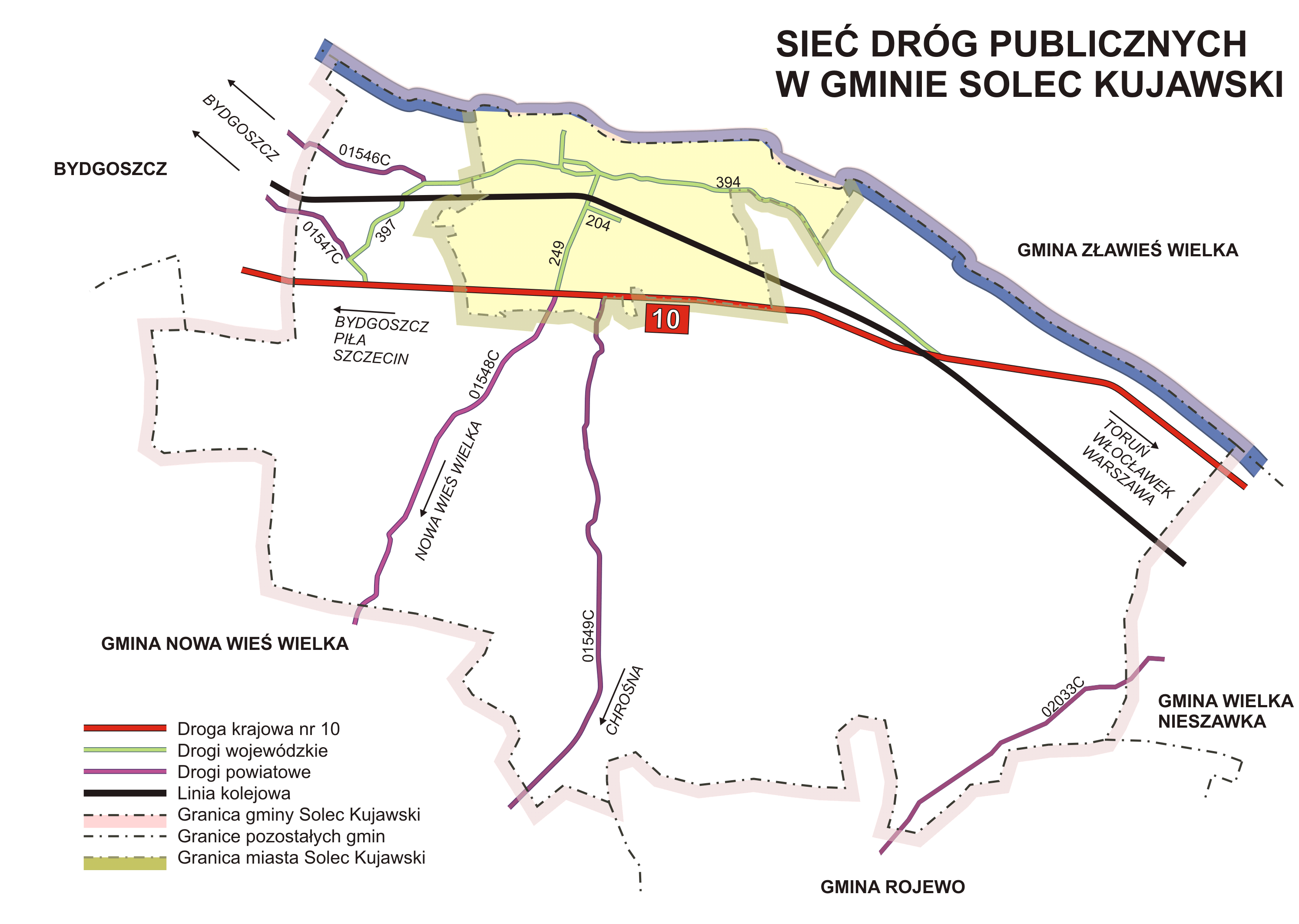
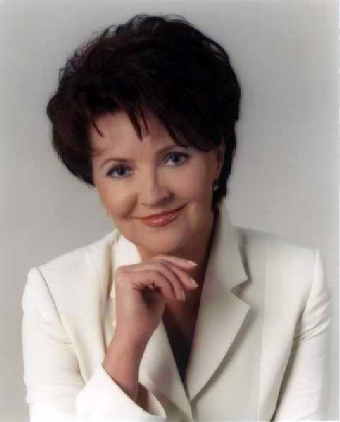
Jolanta Kwaśniewska
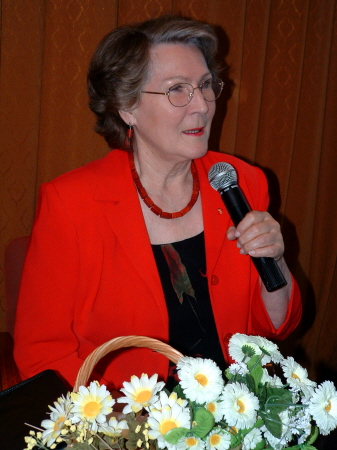
Irena Santor